# ديون تومسون
ديون تومسون (بالإنجليزية: Deon Thompson)‏ مواليد 16 سبتمبر 1988 في توررانسي، هو لاعب كرة سلة أمريكي. بدأ مسيرته الاحترافية في سنة 2010. يحمل الرقم 2. حقق المركز الثاني في كأس العالم للشباب تحت 19سنة لكرة السلة 2007. لعب كرة السلة الجامعية في جامعة ولاية كارولينا الشمالية في تشابل هيل.

## المسيرة الاحترافية
لعب مع أوليمبيا في موسم 2011–2012، ثم لعب مع ألبا برلين في الدوري الألماني في موسم 2012–2013، ثم لعب مع بايرن ميونخ لكرة السلة في موسم 2013–2014، ثم لعب مع لياونينغ فلاينج ليباردز في الدوري الصيني في موسم 2014–2015، ثم لعب مع بايرن ميونخ في موسم 2015–2016، ثم لعب مع غلطة سراي لكرة السلة في الدوري التركي في سنة 2016، ثم لعب مع ريد ستار في سنة 2017.

## الميداليات
| الميدالية | المسابقة                                    |
| --------- | ------------------------------------------- |
| برونزية   | الألعاب الجامعية الصيفية 2009               |
| فضية      | كأس العالم للشباب تحت 19سنة لكرة السلة 2007 |

## إحصائيات المسيرة

### الدوري الأوروبي
| السنة   | الفريق                   | لعب | بدأ | دقيقة | ميداني% | ثلاثية | حرة  | ارتداد | صنع | استلاب | تصدي | نقطة | أداء |
| ------- | ------------------------ | --- | --- | ----- | ------- | ------ | ---- | ------ | --- | ------ | ---- | ---- | ---- |
| 2011–12 | نادي أوليمبيا لكرة السلة | 10  | 5   | 23.6  | .443    | .000   | .476 | 4.1    | .8  | .3     | .2   | 8.8  | 6.0  |
| 2012–13 | ألبا برلين               | 23  | 22  | 26.6  | .524    | .250   | .792 | 5.4    | .8  | .7     | .7   | 12.0 | 13.6 |
| 2013–14 | بايرن ميونخ لكرة السلة   | 21  | 11  | 18.8  | .454    | .200   | .568 | 4.7    | .5  | .3     | .4   | 7.3  | 7.0  |
| المسيرة |                          | 33  | 38  | 25.6  | .485    | .125   | .672 | 4.9    | .7  | .5     | .5   | 9.6  | 9.6  |

## روابط خارجية
- ديون تومسون على موقع الاتحاد الدولي لكرة السلة (الإنجليزية)
- ديون تومسون على موقع الدوري الأوروبي لكرة السلة (الإنجليزية)
- ديون تومسون على موقع الدوري الإسباني لكرة السلة (الإسبانية)
- ديون تومسون على موقع كرة السلة الأوروبية.كوم (الإنجليزية)
- ديون تومسون على موقع كلية كرة السلة في سبورتس رفرنس.كوم (الإنجليزية)
- ديون تومسون على موقع ريلجم (الإنجليزية)
- ديون تومسون على موقع بروبوليرز (الإنجليزية)
- ديون تومسون على موقع سبورتس رفرنس (الإنجليزية)